# Quận Keya Paha, Nebraska
Quận Keya Paha là một quận thuộc tiểu bang Nebraska, Hoa Kỳ.
Quận này được đặt tên theo sông Keya Paha. Theo điều tra dân số của Cục điều tra dân số Hoa Kỳ năm 2000, quận có dân số người. Quận lỵ đóng ở Springview.6

## Địa lý
Theo Cục điều tra dân số Hoa Kỳ, quận có diện tích 2005 km2, trong đó có 2 km2 là diện tích mặt nước.1

### Quận giáp ranh
- Quận Tripp, South Dakota - bắc
- Quận Gregory, South Dakota - đông bắc
- Quận Boyd, Nebraska - đông
- Quận Holt, Nebraska - đông nam
- Quận Rock, Nebraska - nam
- Quận Brown, Nebraska - nam
- Quận Cherry, Nebraska - tây
- Quận Todd, Nam Dakota - tây bắc